# Кшешув (гмина)
Кшешув (пол. Krzeszów) — сельская гмина (волость) в Польше, входит как административная единица в Нисковский повет, Подкарпатское воеводство. Население — 4366 человек (на 2005 год).

## Демография
| Перепись                       | Всего   | Всего | Женщины | Женщины | Мужчины | Мужчины |
| ------------------------------ | ------- | ----- | ------- | ------- | ------- | ------- |
| Единицы                        | человек | %     | человек | %       | человек | %       |
| Население                      | 4242    | 100   | 2132    | 50,3    | 2110    | 49,7    |
| Плотность населения (чел./км²) | 68      | 68    | 34,2    | 34,2    | 33,8    | 33,8    |

## Сельские округа
1. Быстре
2. Камёнка
3. Козарня
4. Кшешув
5. Кшешув-Дольны
6. Кустрава
7. Лазув
8. Подольшинка-Ордынацка
9. Подольшинка-Плебаньска
10. Сигелки

## Соседние гмины
1. Гмина Харасюки
2. Гмина Курылувка
3. Гмина Лежайск
4. Гмина Нова-Сажина
5. Гмина Поток-Гурны
6. Гмина Рудник-над-Санем
7. Гмина Улянув